# Heidi Specogna

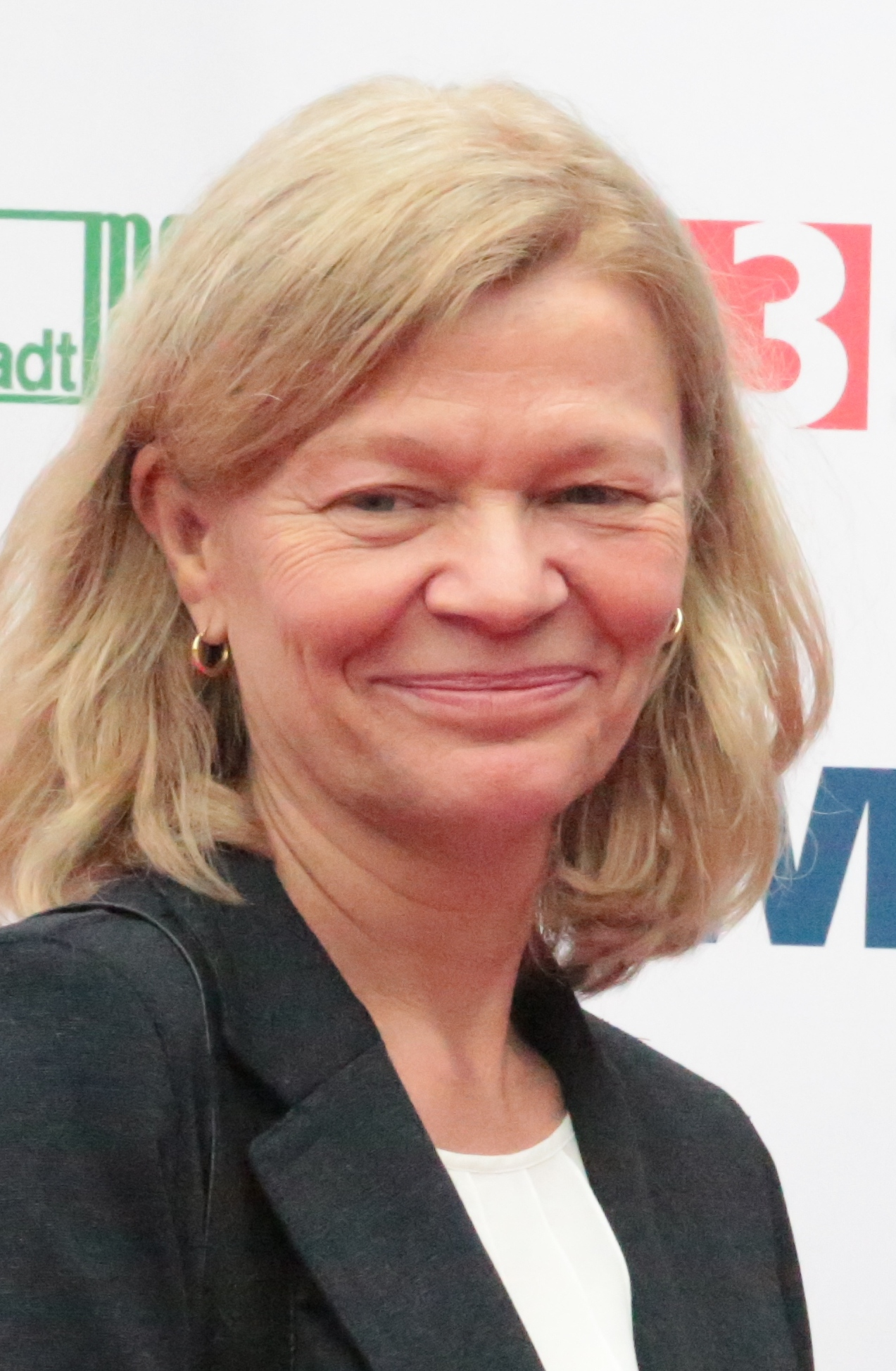
Heidi Specogna (2018)

Heidi Specogna (* 5. Januar 1959 in Biel) ist eine Schweizer Filmemacherin. Sie lebt in Berlin.

## Leben und Werk
Sie besuchte die Journalistenschule in Zürich und arbeitete danach als Journalistin für verschieden deutschschweizerische Pressemedien. Von 1982 bis 1988 studierte sie an der Deutschen Film- und Fernsehakademie Berlin. Sie ist Professorin an der Filmakademie Ludwigsburg für Dokumentarfilm.
Lateinamerika und Afrika sind Schwerpunkte ihres Filmschaffens. In ihrem 1991 produzierten Dokumentarfilm Tania la Guerrillera porträtiert sie die deutsch-argentinische Guerilla-Kämpferin Tamara Bunke und 1996 im gleichnamigen Dokumentarfilm die Tupamaros, eine Guerillabewegung aus Uruguay. Im Dokumentarfilm Das kurze Leben des José Antonio Gutierrez folgt sie den Spuren von José Antonio Gutierrez in Guatemala und Mexiko. Pepe Mujica – Der Präsident ist ein Porträt über den ehemaligen uruguayischen Staatspräsidenten (2010–2015), Guerillero und Blumenzüchter José Mujica.
Der 2011 erschienene Dokumentarfilm Carte Blanche fokussiert auf die Zentralafrikanische Republik. Er handelt von Ermittlern, die im Auftrag des Internationalen Strafgerichtshof im Fall von Jean-Pierre Bemba Beweise erheben und Zeugen über die Kriegsverbrechen in den Jahren 2002 und 2003 befragen. Cahier africain dokumentiert Opfer dieser Kriegsverbrechen über mehrere Jahre hinweg und folgt ihnen in den Kriegswirren, die 2013 zwischen Muslimen und Christen in diesem Land ausbrachen.
Die Solothurner Filmtage widmeten Heidi Specogna 2020 das Spezialprogramm «Rencontre». Im Jahr 2022 ehrte das DOK.fest München die Regisseurin mit einer sechs Filme umfassenden Hommage.

## Auszeichnungen
- 2007: Schweizer Filmpreis in der Kategorie Bester Dokumentarfilm für Das kurze Leben des José Antonio Gutierrez
- 2008: Adolf-Grimme-Preis für Das kurze Leben des José Antonio Gutierrez
- 2011: 3sat-Dokumentarfilmpreis für Carte Blanche
- 2012: Deutscher Menschenrechts-Filmpreis für Esther und die Geister
- 2013: Katholischer Medienpreis für Carte Blanche
- 2016: Deutscher Menschenrechts-Filmpreis für Cahier africain
- 2017: Schweizer Filmpreis und Deutscher Filmpreis LOLA für Cahier africain (Bester Dokumentarfilm)
- 2018: Grimme-Preis für Das kurze Leben des José Antonio Gutierrez und Cahier Africain
- 2019: Konrad-Wolf-Preis
- 2020 Ehrengast 'Rencontre' Solothurner Filmtage
- 2022 Hommage DOKfest München

## Filmografie
- 1982: Tasta-Tour (Kurzfilm) / Empfindlich (Kurzfilm)
- 1983: Die Beichte (Kurzfilm)
- 1984: Fährten (Dokumentarfilm)
- 1985: Das Indianerkind (Kurzfilm)
- 1987: Das Schwinden der Schwelle (Dokumentarfilm)
- 1988: Dschibuti (Kurzfilm)
- 1991: Tania la Guerillera (Dokumentarfilm)
- 1993: Deckname Rosa (Dokumentarfilm über Margrit Bolli)
- 1995: Z-Man’s Kinder (Spielfilm)
- 1997: Tupamaros (Dokumentarfilm)
- 2002: Kaprun (Dokumentarfilm)
- 2004: Zeit der roten Nelken (Dokumentarfilm)
- 2006: Das kurze Leben des José Antonio Gutierrez (Dokumentarfilm)
- 2010: Das Schiff des Torjägers (Dokumentarfilm)
- 2011: Carte Blanche (Dokumentarfilm)
- 2011: Esther und die Geister (Kurzdokumentarfilm)
- 2015: Pepe Mujica – Der Präsident (Dokumentarfilm)
- 2016: Cahier Africain (Dokumentarfilm)
- 2021: Stand up my Beauty (Erhebe dich du Schöne)
- 2024: Die Vision der Claudia Andujar (Dokumentarfilm)
- 2025: Kosmopoliten (Dokumentarfilm)